# كيني آرثر
كيني آرثر (بالإنجليزية: Kenny Arthur)‏ (7 ديسمبر 1978 في المملكة المتحدة - ) هو لاعب كرة قدم بريطاني في مركز حراسة المرمى. شارك مع منتخب اسكتلندا لكرة القدم. أما مع النوادي، فقد لعب مع غريمسبي تاون وكوين أوف ساوث ونادي أكرينغتون ستانلي ونادي بارتيك ثيسل ونادي روتشديل ونادي غاينسبورو ترينيتي وأردريونيانز وAnnan Athletic F.C. ‏.

## وصلات خارجية
- كيني آرثر على موقع قاعدة بيانات كرة القدم.إي يو (الإنجليزية)
- كيني آرثر على موقع Soccerbase.com (لاعب) (الإنجليزية)